# 진도 (촉한)
진도(陳到, ? ~ ?)는 중국 후한 말 ~ 삼국시대 촉한의 장수로 자는 숙지(叔至)이며, 예주(豫州) 여남군(汝南郡) 사람이다.

## 행적
194년, 유비(劉備)가 예주 자사로 있을 당시 그에 수하로 들어간다.
명성이나 벼슬이 조운(趙雲)에 버금갔으며 충성스럽고 용맹스러운 무장이었다고 하나, 실제 전적은 이민족토벌이나 반란진압같은 소소한 전투에 그친 게 대부분이다.
223년, 유비가 죽고 난 후 영안도독(永安都督), 정서장군(征西将軍)의 관위에 오르고 정후(亭侯)에 봉해졌다.
226년, 전장군(前將軍) 이엄(李嚴)은 영안에서 강주로 진을 옮겼지만, 진도는 계속 영안에 주둔하면서 이를 수비했다.
정사 삼국지에서의 진도에 관한 기술은 이것뿐이고, 241년에 편찬된 양희(楊戱)의 《계한보신찬》(季漢輔臣賛)에서는 진도를 충성스러운 신하로 평가했다.

## 같이 보기
- 삼국지 인물 목록